# هيروشي إيشي
هيروشي إيشي (باليابانية: 石井宏 ) (و. 1939  م) هو سباح ياباني، ولد في طوكيو، شارك في دورة الألعاب الآسيوية 1958، والألعاب الأولمبية الصيفية 1960، وسباحة في الألعاب الأولمبية الصيفية 1960 – رجال 4 × 200 متر سباحة حرة تناوب ‏.

## التعليم
تعلم في جامعة نيهون.

## روابط خارجية
- هيروشي إيشي على موقع الاتحاد الدولي للسباحة (الإنجليزية)
- هيروشي إيشي على موقع أوليمبيديا (الإنجليزية)